# Howefulvius
Howefulvius is een geslacht van wantsen uit de familie van de Miridae (Blindwantsen). Het geslacht werd voor het eerst wetenschappelijk beschreven door Schmitz & Štys in 1973.

## Soorten
Het genus bevat de volgende soort:

- Howefulvius elytratus Schmitz & Stys, 1973